# Liste der Kulturgüter in Winkel ZH
Die Liste der Kulturgüter in Winkel enthält alle Objekte in der Gemeinde  Winkel im Kanton Zürich, die gemäss der Haager Konvention zum Schutz von Kulturgut bei bewaffneten Konflikten, dem Bundesgesetz vom 20. Juni 2014 über den Schutz der Kulturgüter bei bewaffneten Konflikten sowie der Verordnung vom 29. Oktober 2014 über den Schutz der Kulturgüter bei bewaffneten Konflikten unter Schutz stehen.
Objekte der Kategorien A und B sind vollständig in der Liste enthalten, Objekte der Kategorie C fehlen zurzeit (Stand: 1. Januar 2022). Unter übrige Baudenkmäler sind weitere geschützte Objekte zu finden, die im Verzeichnis der Objekte von überkommunaler Bedeutung der kantonalen Denkmalpflege zu finden und nicht bereits in der Liste der Kulturgüter enthalten sind.

## Kulturgüter
| Foto |                                                                          | Objekt                                        | Kat. | Typ | Standort                                       | Beschreibung |
| ---- | ------------------------------------------------------------------------ | --------------------------------------------- | ---- | --- | ---------------------------------------------- | ------------ |
| ja   | Datei hochladen · Wikidata zu Villa Rustica (Seeb) (Q16919292)           | Seeb, römischer Gutshof KGS-Nr.: 7758         | A    | F   | Römerweg 683150 / 260930                       |              |
| ja   | Datei hochladen · Wikidata zu Villa Tusculum mit Nebenbauten (Q29933271) | Villa Tusculum mit Nebenbauten KGS-Nr.: 12722 | B    | G   | Römerweg 1–4 / Zürichstrasse 8 683487 / 260850 |              |

## Übrige Baudenkmäler
| ID       | Foto |                 | Objekt                                                                    | Kat.   | Typ | Standort                             | Beschreibung |
| -------- | ---- | --------------- | ------------------------------------------------------------------------- | ------ | --- | ------------------------------------ | ------------ |
| 07200091 | ja   | Datei hochladen | Gasthaus zum Hecht                                                        | B reg. | G   | Zürichstrasse 12 683537 / 260712     |              |
| 07200094 | ja   | Datei hochladen | Villenensemble Tusculum, Hauptgebäude                                     | B reg. | G   | Römerweg 1 683444 / 260837           |              |
| 07200095 | ja   | Datei hochladen | Villenensemble Tusculum, Wohnhaus mit Anbau / ehemalige Garage und Remise | B reg. | G   | Römerweg 2 683492 / 260849           |              |
| 07200096 | ja   | Datei hochladen | Villenensemble Tusculum, Enkelhaus                                        | B reg. | G   | Zürichstrasse 8 683480 / 260803      |              |
| 07200097 | ja   | Datei hochladen | Villenensemble Tusculum, ehemaliges Waschhaus                             | B reg. | G   | Römerweg 4 683434 / 260883           |              |
| 07200098 | ja   | Datei hochladen | Villenensemble Tusculum, Holzschuppen                                     | B reg. | G   | Römerweg 8 bei 683483 / 260785       |              |
| 07200119 | ja   | Datei hochladen | Gemeindehaus                                                              | B reg. | G   | Dorfstrasse 2 683968 / 260818        |              |
| 07200450 |      | Datei hochladen | Primarschule Grossacker, Klassentrakt 1                                   | B reg. | G   | Hungerbüelstrasse 17 684393 / 260239 |              |
| 07200451 |      | Datei hochladen | Primarschule Grossacker, Abwartshaus                                      | B reg. | G   | Hungerbüelstrasse 15 684347 / 260241 |              |
| 07200451 |      | Datei hochladen | Primarschule Grossacker, Schwimmbad                                       | B reg. | G   | Hungerbüelstrasse 15 684357 / 260229 |              |
| 07200451 |      | Datei hochladen | Primarschule Grossacker, Turnhalle                                        | B reg. | G   | Hungerbüelstrasse 15 684362 / 260274 |              |

Legende: Im Wesentlichen siehe Legende der Liste der Kulturgüter von nationaler und regionaler Bedeutung, mit folgenden Ausnahmen:
- Anstelle der KGS-Nummer wird als Objekt-Identifikator (ID) die Inventarnummer im Verzeichnis der Objekte von überkommunaler Bedeutung des kantonalen Denkmalschutzamtes verwendet.
- Bei den Kategorien wird wie folgt unterschieden: B kant. = Objekt von kantonaler Bedeutung (Kanton Zürich); B reg. = Objekt von regionaler Bedeutung (Kanton Zürich).